# Ramón Sánchez Giménez
Ramón Sánchez Giménez (Pilar, 1º ottobre 1991) è un cestista paraguaiano.

## Carriera
Con il Paraguay ha disputato due edizioni dei Campionati americani (2011, 2013).